# 小西氏
小西氏（こにしし）は、日本の氏族の一つ。二つの異なる家がある。
1. 藤原北家秀郷流を称した藤原氏庶流の小西氏。和泉国を拠点とした。
2. 宇多源氏佐々木氏流の小西氏。近江国を拠点とした。

## 小西氏 (和泉国)
豊臣秀吉に仕えた戦国大名・小西行長の一族は藤原北家秀郷流を称し、丹波内藤氏の一族豊後守久清の子次忠すなわち小西行正を直接の祖とする。この行正の子が堺の豪商から身を立てたとされる小西隆佐である。隆佐は羽柴秀吉（のちの豊臣秀吉）に接近し信頼を得てこれに仕え、出世する。一族の多くも行動を共にし、四人の息子のうち如清・行長の二人は直臣として秀吉に仕え、行長は武将、そして戦国大名となり、主殿介と末弟与七郎は行長の家臣となった。このほか甥に小西アントニオがおり、行長家臣となっている。通字は「行」であり、代々相伝の幼名は「弥九郎」と考えられる。
隆佐の次男・行長は一時宇喜多直家に仕え、直家と秀吉の間の使者を務めた。直家の死後は秀吉に仕え、気に入られるところとなったのか最終的に天正16年（1588年）ごろ肥後南半国24万石を領した。
慶長5年（1600年）の関ヶ原の戦いでは石田三成や宇喜多秀家との縁から西軍に属するが敗北、行長は首謀者の一人として斬首される。弟の行景は宇土城を守るが加藤清正に攻められ関ヶ原本戦の西軍敗北が伝わると開城し自刃した。これにより大名小西氏は滅亡する。

## 小西氏 (近江国)
佐々木氏流の小西氏は近江国出身の氏族である。
佐々木左近将監成頼の子孫・孫太郎正隆からはじまる。正隆の烏帽子親が小西百右衛門尉某であったことにより小西を号したとされる。
正隆は六角義賢に仕えた。正隆の子・正重は豊臣秀次に仕えたが、後に徳川家康の家臣となる。
『寛政系譜』にはこの小西氏を4家掲載している。